# Přemysl Poláček
Přemysl Poláček (13. května 1941, Třebíč – 18. května 1963) byl český malíř a grafik.

## Biografie
Přemysl Poláček se narodil v roce 1941 v Třebíči, kde také odmaturoval. Následně pokračoval ve studiu na Uměleckoprůmyslové škole v Brně v ateliéru Jana Bruknera. Během studia a kariéry se věnoval litografii, kresbě, pastelu nebo krajinomalbě. Věnoval se také návrhům plakátům nebo obálek. V roce 1963 vystavoval před smrtí na festivalu Výtvarná Třebíč. V roce 1963 spáchal sebevraždu.